# James Hardy Wilkinson
James Hardy Wilkinson (Strood, 27 de setembro de 1919 — Londres, 5 de outubro de 1986) foi um matemático inglês.
Suas áreas de interesse foram principalmente análise numérica, matemática aplicada e ciência da computação.
Nasceu em Strood, Inglaterra, estudou no Trinity College, Cambridge, onde foi o melhor aluno da classe. Na Segunda Guerra Mundial trabalhou com balística e depois transferiu-se para o National Physical Laboratory em 1946, onde trabalhou com Alan Turing no projeto do computador ACE.
Recebeu o Prêmio Turing de 1970.